# Sotillo
Sotillo – gmina w Hiszpanii, w prowincji Segowia, w Kastylii i León, o powierzchni 20,33 km². W 2011 roku gmina liczyła 34 mieszkańców.